# Mashin Sentai Kiramager
Kishiryū Sentai Ryusoulger Kikai Sentai Zenkaiger
Mashin Sentai Kiramager (魔進戦隊キラメイジャー, Mashin Sentai Kirameijā, littéralement Kiramager l'escadron magi-accéléré) est une série télévisée japonaise du genre sentai créé en 2020.
Le thème de cette série tourne autour des pierres précieuses et des véhicules, avec des éléments du folklore du Moyen-Orient et de la mythologie nordique.
Il s'agit de la 44e série de la franchise.

## Synopsis
À la suite de la trahison de Garza, frère cadet du roi Oradeen, l'empire des Ténèbres Yodonheim a conquis le Royaume de Crystalia.
La princesse Mabushina s'enfuit sur Terre avec cinq pierres précieuses, les Kirama Stones dont elle doit confier les pouvoirs à cinq jeunes gens possédant le Kiramental, une mentalité positive rayonnante et qui pourraient l'aider.
Elle n'est parvenue qu'à réunir quatre combattants, le pro-gamer Izumi Tametomo, la jeune athlète Hayami Sena, l'acteur Oshikiri Shiguru et la médecin de génie Oharu Kiyo pour combattre les forces de Yodonheim qui attaquent la Terre pour la conquérir.
Le jeune lycéen Atsuta Juru va alors devenir malgré lui le cinquième Kiramager et le leader de l'équipe. Grâce à son Kiramental exceptionnel et son imagination, Juru peut transformer les Kiramastones en véhicules géants appelés Mashins.
Avec l'aide de Mabushina et de leurs Mashins, Juru, Tametomo, Sena, Shiguru et Sayo deviennent le Mashin Sentai Kiramager!

## Personnages

### Kiramagers
| Acteur                                      | Personnage                                                                      | Senshi                                            | Motif                                          |
| ------------------------------------------- | ------------------------------------------------------------------------------- | ------------------------------------------------- | ---------------------------------------------- |
| Rio Komiya (小宮 璃央, Komiya Rio)          | Juru Atsuta (熱田 充瑠, Atsuta Jūru)                                            | Kirama Red (キラメイレッド, Kiramei Reddo)        | Rubis (Rubis, ルビー, Rubī)                    |
| Rui Kihara (木原 瑠生, Kihara Rui)          | Tametomo Imizu (射水 為朝, Imizu Tametomo)                                      | Kirama Yellow (キラメイイエロー, Kiramei Ierō)    | Topaze (トパーズ, Topāzu)                      |
| Yume Shinjo (新庄 由芽, Shinjō Yume)        | Sena Hyami (速見 瀬奈, Hayami Sena)                                             | Kirama Green (キラメイグリーン, Kiramei Gurīn)    | Émeraude (エメラルド, Emerarudo)               |
| Atom Mizuishi (水石 亜飛夢, Mizuishi Atomu) | Shiguru Oshikiri (押切 時雨, Oshikiri Shiguru)                                  | Kirama Blue (キラメイブルー, Kiramei Burū).       | Saphir (サファイア, Safaia)                    |
| Mio Kudo (工藤 美桜, Kudō Mio)              | Sayo Oharu (大治 小夜, Ōharu Sayo)                                              | Kirama Pink (キラメイピンク, Kiramei Pinku)       | Rhodocrosite (ロードクロサイト, Rōdokurosaito) |
| Shoji Kohei (庄司 浩平, Kōhei Shōji)        | Takamichi Crystalia (クリスタリア 宝路, Kurisutaria Takamichi) (épisodes 12-45) | Kirama Silver (キラメイシルバー, Kiramei Shirubā) | Diamant (ダイヤモンド, Daiyamondo)             |

### Empire des ténèbres Yodonheim
L'empire des ténèbres Yodonheim (闇の帝国ヨドンへイム, Yami no Teikoku Yodonheimu)
- l'empereur Yodon (ヨドン皇帝, Yodon-kōtei?)
- le général-Démon de la Trahison Galza (裏切りの鬼将軍ガルザ, Uragiri no Oni-shōgun Garuza?) (Episode ZERO, 1-45)
- le magicien masqué des Ténèbres Carantula (闇の仮面遣いクランチュラ, Yami no Kamentsukai Kuranchura?) (Episode ZERO, 1-45) est chargé de créer divers monstres. Il utilise à cette fin des Jamens (邪面, Jamen?) correspondants aux dimensions du porteur choisi.
- la sorcière de la Mer stagnante Numâjo (停滞海の魔女ヌマージョ, Teitai Umi no Majo Numājo?) (épisodes 18 (flashback), 21-22, 34 (masque)) est .
- la maîtresse des Cauchemars Minjo (悪夢のマエストロミンジョ, Akumu no Maesutoro Minjo?) (épisode 21, Mashin Sentai Kiramager, le film : Bee-Bop Dream) est .
- Yodonna (ヨドンナ, Yodon'na?) (épisodes 25-45) est la secrétaire de l'empereur.
- Shadon (シャドン, Shadon?) (épisodes 39, 45) est le tireur d'élite de l'empereur.
- Les Jamenshis (邪面師, Jamenshi?) sont les commandants de l'empire. Ils se distinguent par leur tenue colorée, agrémentée d'une cape et d'une grosse tête factice.
- Les Jamen-bêtes (邪面獣, Jamenjū?) sont les monstres de l'empire. Ils sont envoyés sur Terre grâce à des portails ouverts par l'énergie maléfique que les Jamenshis ont récoltée.
- Les Bechats (ベチャット, Bechatto?) sont les fantassins de l'empire.

## Arsenal

### Équipements
- Kiramai Changer (キラメイチェンジャー, Kiramei Chenjā?) : Transformateur des Kiramagers.
- Shiny Kiramai Changer (シャイニーキラメイチェンジャー, Shainī Kiramei Chenjā?) : Transformateur personnel de Takamichi.
- Yodon Changer (ヨドンチェンジャー, Yodon Chenjā?) : Transformateur personnel de Yodonna.

### Armes
- Kiramai Buster (キラメイバスター, Kiramei Basutā?) : Assemblage du Kiramai Shot et de la Kiramai Sword.
- Kiramai Shot (キラメイショット, Kiramei Shotto?) : Pistolet des Kiramagers.
- Kiramai Sword (キラメイソード, Kiramei Sōdo?) : Épée des Kiramagers.
- Shiny Breaker (シャイニーブレイカー, Shainī Bureikā?) : Arme personnelle de Takamichi.
- Kiraful Go Arrow (キラフルゴーアロー, Kirafuru Gō Arō?) : .

### Mechas
Les mechas de la série  sont les Mashin, les formes véhicule des Kiramastones ayant de nouvelles formes physiques grâce à l'immense Kiramental de Juru lorsqu'il a idéalisé la correspondance véhiculaire de leur partenaire. En plus de leurs compétences individuelles, les Mashin peuvent changer en mode Pierre à volonté pour éperonner, écraser ou écraser les ennemis. L'inconvénient est qu'ils sont principalement en cristal, ils peuvent se fissurer avec suffisamment de force ou une combinaison de températures extrêmes. 
- Mashin Makka (魔進マッカ, Mashin Makka?) : Forme voiture de course de la Kiramastone rouge.
- Mashin Fire (魔進ファイヤ, Mashin Faiya?) : Forme camion de pompier de la Kiramastone rouge.
- Mashin Shovellow (魔進ショベロー, Mashin Shoberō?) : Forme pelleteuse de la  Kiramastone jaune.
- Mashin Mach (魔進マッハ, Mashin Mahha?) : Forme voiture de course de la Kiramastone verte.
- Mashin Jetter (魔進ジェッタ, Mashin Jetta?) : Forme avion de chasse de la Kiramastone bleue.
- Mashin Helico (魔進ヘリコ, Mashin Heriko?) : Forme hélicoptère de la Kiramastone rose.
- Sky Mage (スカイメイジ, Sukai Meiji?) (épisodes 2-3, 6, 8, 12, 17, 40) : Forme combinée de Mashin Jetter et Mashin Helico.
- Land Mage (ランドメイジ, Rando Meiji?) (épisodes 2-3, 6, 8, 13, 40) : Forme combinée de Mashin Fire, Mashin Shovellow et Machin Mach.
- Kiramaizin (キラメイジン, Kirameijin?) (épisodes 3-5, 7-11, 14-23, Bee-Bop Dream, 24, 28, 30-31, 33, 35-37, 39-40, 42, 44-45, Kiramager VS Ryusoulger) : Forme combinée de Mashin Fire, Mashin Shovellow, Mashin Mach, Mashin Jetter et Mashin Helico.
- Mashin Carry (魔進キャリー, Mashin Kyarī?) (épisodes 5-8, 10-14, 16, 19-20, 23, 26, 28-30, 33, 35-38, 42-44) : Mashin auxiliaire camion indigo, pouvant servir de bouclier à Land Mage ou à Kiramaizin.
- Mashin Rolland (魔進ローランド, Mashin Rōrando?) (épisodes 5-8, 10-13, 16-17, 19-20, 23, 26, 28-30, 35-36, 38, 42-44) : Mashin auxiliaire rouleau compresseur à vapeur orange, pouvant servir de marteau à Land Mage ou à Kiramazin.
- Mashin Lifton (魔進リフトン, Mashin Rifuton?) (épisodes 5-44) : Mashin auxiliaire chariot élévateur turquoise, pouvant servir de trident à Land Mage ou à Kiramaizin.
- Mashin Magellan (魔進マゼラン, Mashin Mazeran?) (épisodes 16-44) : Mashin auxiliaire bétonnière , pouvant servir de pistolet à Kiramaizin.
- Mashin Zabyun (魔進ザビューン, Mashin Zabyūn?) (épisodes 21-45) : Mashin auxiliaire rouge et blanc, pouvant servir d'arme ou de train.
- Mashin Duston (魔進ダストン, Mashin Dasuton?) (épisodes 14-44) : Mashin auxiliaire camion-benne , pouvant servir d'aspirateur.
- Mashin Drijan (魔進ドリジャン, Mashin Dorijan?) (épisodes 13-20, 22, Bee-Bop Dream, 24-29, 31, 33-38, 40-41, 44-45) : Mashin personnelle de Takamichi.
- King Express (キングエクスプレス, Kingu Ekusupuresu?) (épisodes 7-10, 14, 18 (normal), 34, 37 (malfaisant)) : Forme combinée de Mashin Express et Mashin Jorki.
- Mashin Express (魔進エクスプレス, Mashin Ekusupuresu?) (épisodes 4, 6 (Kiramai Stone), 7-16, 18-20, 22-24, 26-30, 33-38, 42-45 (Mashin) : Mashin auxiliaire train blanche.
- Mashin Hakobu (魔進ハコブー, Mashin Hakobū?) (épisodes 28-45) : Mashin auxiliaire doré, pouvant servir d'avion de chasse.
- Mashin Oradin (魔進オラディン, Mashin Oradin?) (épisodes 29-39, 42-45) : Mashin auxiliaire bleu ciel, pouvant servir de plastron.
- Grateful Phoenix (グレイトフルフェニックス, Gureitofuru Fenikkusu?) (épisodes 28-44) : Forme combinée de Mashin Hakobu et Mashin Oradin.
- Gigant Driller (ギガントドリラー, Giganto Dorirā?) (épisodes 17-45) : Forme alternative de Mashin Drijan.

## Génériques

### Générique de début
- "Mashin Sentai Kiramager" (魔進戦隊キラメイジャー, Mashin Sentai Kirameijā?)[8]
  - Artiste : Yohei Onishi (大西 洋平, Ōnishi Yōhei?)
  - Lyrics : Shoko Fujibayashi (藤林 聖子, Fujibayashi Shōko?)
  - Composition & Arrangement: KoTa
  - Episodes : 1-45

### Générique de fin
- "Kiraful Miracle Kiramager" (キラフル ミラクル キラメイジャー, Kirafuru Mirakuru Kirameijā?)[8]
  - Artiste : Takashi Deguchi (出口 たかし, Deguchi Takashi?)
  - Lyrics : Shoko Fujibayashi (藤林 聖子, Fujibayashi Shōko?)
  - Composition: Takafumi Iwasaki (岩崎 貴文, Iwasaki Takafumi?)
  - Arrangement: Hiroaki Kagoshima (籠島 裕昌, Kagoshima Hiroaki?)
  - Episodes : 1-22, 32-45

### Kirama Music Festival
Pendant neuf semaines, les chants du Kiramei Music Festival remplacent Kiraful Miracle Kiramager comme générique de fin.
- "Crystal Signal" (クリスタル・シグナル, Kurisutaru Shigunaru?, Signal de cristal) (Episode 23)[10]
  - Artiste: Mabushina / Inori Minase
  - Lyrics: Mayumi Kaneko
  - Composition: Mayumi Kaneko & Mine Kushita
  - Arrangement: Mine Kushita

- "Yuki o Kanae de te" (勇気を奏でて, Yūki o Kanaedete?, Transforme le courage en musique) (Episode 24)
  - Artistes : Kiramai Band (le groupe de musique formé par les Kiramagers)
  - Lyrics: Takashi Deguchi
  - Composition & Arrangement: Yohei Onishi

- "Hirameking! Kagayaking!" (ひらめキーング！かがやキーング！, Hiramekīngu! Kagayakīngu?) (Episode 25)
  - Artiste: Juru Atsuta / Rio Komiya
  - Lyrics, Composition, & Arrangement: Takafumi Iwasaki

- "Dangan Shooting Star" (弾丸Shooting Star, Dangan Shūtingu Sutā?, Balle étoile filante) (Episode 26)
  - Artiste: Tametomo Imizu / Rui Kihara
  - Lyrics: Mike Sugiyama
  - Composition & Arrangement: D&H

- "Winding Road" (Winding　Road, Winding Rōdo?, Route sinueuse) (Episode 27)
  - Artiste: Sena Hayami / Yume Shinjo
  - Lyrics, Composition, & Arrangement: Atsuhito Sato

- "Perfect Blue" (Perfect  Blue, Pāfekuto Burū?, Bleu Parfait) (Episode 28)
  - Artiste: Shiguru Oshikiri / Atom Mizuishi
  - Lyrics & Composition: Yohei Onishi
  - Arrangement: Kohji Mizuguchi

- "Kiseki o Yumemiru?" (キセキをユメみる？, Kiseki wo Yumemiru?, Rêver d'un miracle ?) (Episode 29)
  - Artist: Sayo Oharu / Mio Kudo
  - Performance: ZETKI
  - Lyrics & Composition: Hideaki Takatori
  - Arrangement: Hiroaki Kagoshima

- "Hakase Janai Yo, Hakata Da Yo! Shikamo Minami Da Yo!" (博士じゃないよ、博多だよ!しかも南だよ! Hakase janai yo, Hakata da Yo! Shika mo Minami da Yo!) "Hakase Janai Yo, Hakata Da Yo! Shikamo Minami Da Yo!" (博士じゃないよ、博多だよ!しかも南だよ!, Hakase janai yo, Hakata da Yo! Shika mo Minami da Yo!?, Je ne suis pas un "Hakase" (docteur), je suis juste Hakata ! Et ça finit par "Minami" !) (Episode 30)
  - Artiste, Lyrics, and Arrangement: Muryou Hakataminami / Daimaou Kosaka
  - Composition: Daimaou Kosaka et Carlos K.

- "Wonder Shugoshin" (ワンダー守護神, Wandā Shugoshin?, Gardien du miracle) (Episode 31)
  - Artiste: Takamichi Crystalia / Kohei Shoji
  - Lyrics: Yoko Aki
  - Composition: Ryudo Uzaki
  - Arrangement: Kohji Mizuguchi

## Autour de la série
- C'est le premier Super Sentai à avoir un épisode zéro avant la série dans un film VS des séries précédentes.
- Kiramager fut la première série Super sentai à être complètement diffusée dans l'ère Reiwa après l'abdication de l'empereur Akihito le 30 avril 2019.
- C'est la première série à ne pas avoir de gimmick à collectionner depuis Go-Busters (2012).
- Il s'agit de la première série à commencer avec trois combinaisons de mechas : Land Mage, Sky Mage et Kiramazin.
- Un Kirama Gold devait apparaître au mois de novembre 2020[11], mais il s'agissait en vérité d'un fantasme de Takamichi qui imaginait Muryô en Kiramager.
- Le compte Twitter officiel de Super Sentai a évoqué l'existence d'un Kirama Black à travers un commentaire de Beet J. Stag (Go-Busters) qui décrit le cockpit du Mecha de Galza[12].
- Les Kirama Stones rappellent les Origamis de Shinkenger (2009).
- Les Jamenshis rendent hommage aux Monstres masqués de Goranger, la première série Super sentai diffusée durant l'ère Shōwa (1975). La façon dont ils sont créés renvoie aux Jâkuryûs de Bōkenger (2006) et aux Rinrinshis de Gekiranger (2007), tandis que celle dont ils créent un portail afin d'invoquer les Jamen-bêtes évoque le mode opératoire des Metaloids de Go-Busters (2012).